# Karl Georg Zachariae von Lingenthal
Karl Georg Konstantin Zachariae von Lingenthal (* 1. Oktober 1842 in Heidelberg; † 31. Juli 1907 in Kleinkmehlen) war ein deutscher Rittergutsbesitzer und Parlamentarier.

## Leben
Karl Georg Zachariae von Lingenthal entstammte einer Rechtsgelehrtenfamilie. Sein Vater war der Rechtshistoriker Karl Eduard Zachariae von Lingenthal, sein Großvater der Rechtswissenschaftler Carl Salomo Zachariae von Lingenthal. Er studierte an der Friedrichs-Universität Halle. 1864 wurde er Mitglied des Corps Marchia Halle. In der Preußischen Armee erlangte er den Dienstgrad Oberleutnant. Später wurde er Besitzer des von seinem Vater erworbenen Ritterguts in Großkmehlen. Zuletzt lebte er als Privatmann in Kleinkmehlen.
Lingenthal war Kreisdeputierter und Mitglied des Provinziallandtags der Provinz Brandenburg. Von 1899 bis zu seinem Tod 1907 vertrat er als Abgeordneter den Wahlkreis Merseburg 1 (Liebenwerda, Torgau) im Preußischen Abgeordnetenhaus. Er gehörte der Fraktion der Konservativen Partei an.